# Faza smektyczna

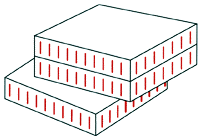
Schematyczny obraz fazy SmA

Faza smektyczna – rodzina faz ciekłokrystalicznych, których charakterystyczną cechą jest uporządkowanie cząsteczek w warstwach. Ponadto cząsteczki w warstwach są względem siebie uporządkowane, układając się równolegle swoimi dłuższymi osiami. Oś, wzdłuż której następuje uporządkowanie cząsteczek w warstwach, jest nazywana direktorem.
W niektórych typach fazy smektycznej występuje też dodatkowe ułożenie cząsteczek w warstwach, w formie dających się wyróżnić struktur heksagonalnych, ortogonalnych i innych.

## Podział
Fazy smektyczne podzielić można na dwa sposoby. Po pierwsze, względem stopnia uporządkowania cząstek:
- smektyki cieczopodobne – brak uporządkowania molekuł w warstwach (poza uporządkowaniem środków ciężkości) np.: SmA, SmC
- smektyki kryształopodobne – wykazujące pozycyjne ułożenie molekuł w warstwie np.: SmB (ułożenie heksagonalne), SmH, SmG, SmE.

Podział ten jednak jest nieco sztuczny, gdyż w istocie stopień uporządkowania cząsteczek w fazach smektycznych (których jest łącznie kilkadziesiąt) zmienia się płynnie od układów bardziej cieczopodobnych do bardziej kryształopodobnych.
Drugi podział wynika z orientacji warstw smektycznych względem direktora, tj. linii
- smektyki ortogonalne: direktor jest prostopadły do powierzchni warstw (SmA, SmB, SmE)
- smektyki pochylone (nieortogonalne) direktor przecina powierzchnie warstw pod kątem innym niż 90° (SmC, SmG, SmH); nazwa pochodzi od tego, że w fazach tych, prętopodobne cząsteczki są „pochylone” w warstwach, w stosunku do płaszczyzny warstw.
- smektyki „skręcone” (SmC*, SmG*, SmH*) – są to smektyki pochylone, w których kąt pochylenia zmienia się przy przechodzeniu z warstwy do warstwy, co powoduje, że direktor nie jest linią prostą lecz helisą; zdolność tworzenia smektyków skręconych posiadają cząsteczki chiralne.

## Tekstury mikroskopowe
Jak wszystkie ciekłe kryształy, również smektyki tworzą charakterystyczne dla siebie tekstury, które można obserwować za pomocą mikroskopu polaryzacyjnego. Na podstawie tekstury można w przybliżeniu ustalić jaki rodzaj mezofazy smektycznej generuje badana próbka.

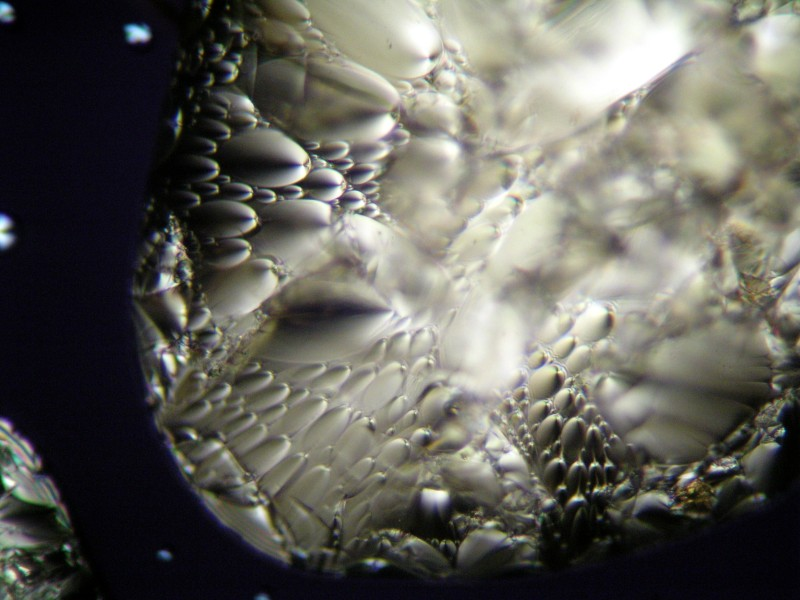
Faza SmA generuje zwykle teksturę „kroplową” w której widać drobne sferyczne obiekty, przypominające wydłużone krople wody

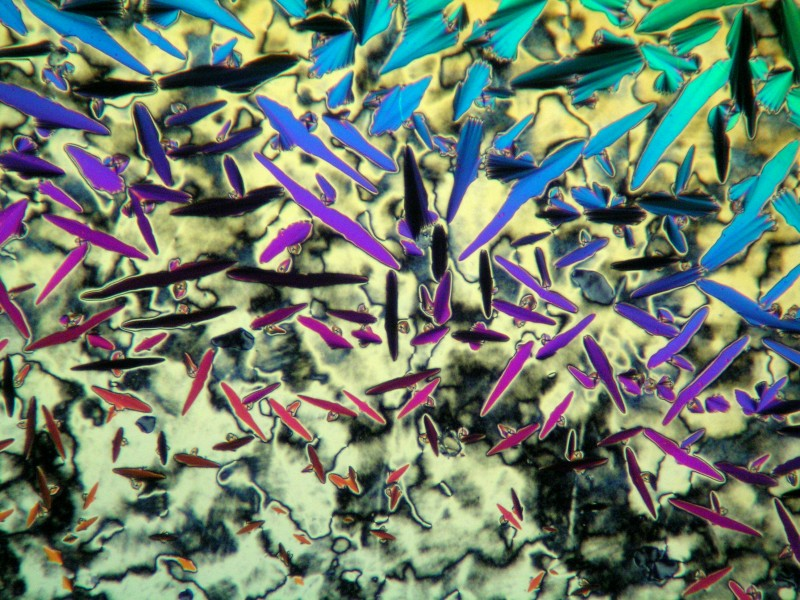
Faza SmB generuje zwykle teksturę „batonetową”, w której występują długie struktury przypominające ostrza bagnetów

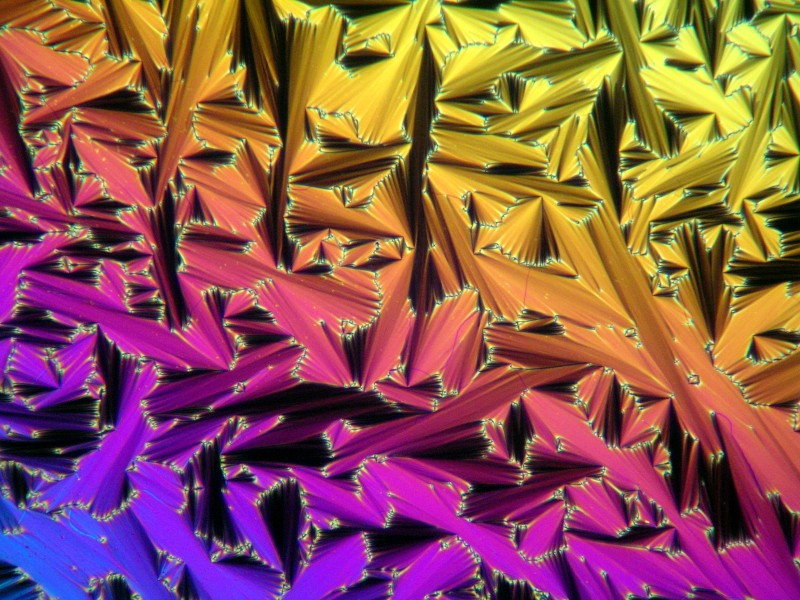
Faza SmC* generuje zwykle strukturę „wachlarzową”, w której występują różnokolorowe obiekty przypominające wachlarze

Przykłady:

## Zastosowania
Materiały generujące fazy SmA i SmB posiadają unikalne własności rozdzielcze i z tego względu są stosowane jako fazy stacjonarne w chromatografii gazowej, HPLC i jako półprzepuszczalne membrany.
Zorientowane w polu magnetycznym lub mechanicznie materiały generujące fazy SmC* posiadają własności ferromagnetyczne i piromagnetyczne. Są szczególnie przydatne w wyświetlaczach ciekłokrystalicznych oraz jako generatory wyższych harmonicznych światła w optyce nieliniowej.